# Georg R. Gfäller
Georg R. Gfäller (geboren 1949, in Deutschland) ist ein deutscher Psychoanalytiker. Er ist bekannt für seine Arbeit in der Psychoanalyse, Psychotherapie und Gruppenanalyse. Gfäller ist ebenfalls anerkannt für seine ethnoanalytischen Forschungen, die er zum Teil zusammen mit Hans Bosse durchführte.

## Ausbildung und Werdegang
Gfäller absolvierte an der Ludwig-Maximilians-Universität München die Studiengänge der Politikwissenschaft, Soziologie, Nationalökonomie und Philosophie mit dem Abschluss als Dipl. sc. pol. Er promovierte an der Europa-Universität Viadrina in Frankfurt (Oder) mit dem Doktorgrad in Philosophie. Seine Dissertation hatte den Titel: die „Die Wirkung des Verborgenen, Unbewusste Hintergründe kommunikativer Prozesse in Unternehmen und Institutionen“.
Von 1971 bis 1976 war er wissenschaftlicher Mitarbeiter von C. F. von Weizsäcker am Max-Planck-Institut zur Erforschung der Lebensbedingungen der wissenschaftlich-technischen Welt, dabei führte er auch ethnoanalytische Forschungen in Lappland und Osttirol durch. In den 1980er-Jahren forschte er mit Hans Bosse an der Universität Frankfurt am Main (heute Johann Wolfgang Goethe-Universität Frankfurt am Main) im Bereich der Ethnogruppenanalyse bei Völkern in Kamerun sowie Papua-Neuguinea. Nach seinen Forschungen und seiner psycho- und gruppenanalytischen Weiterbildung wurde er Gründungsvorsitzender des Berufsverbandes der bayerischen Psychoanalytiker.
Gemeinsam mit Günter Jerouschek und Barbara Tybusseck gründete er das Institut für Mediation. Heute ist er dort wissenschaftlicher Leiter.
Gfäller ist Mitglied in wissenschaftlichen Beiräten verschiedener Organisationen und Universitäten, unter anderem auch an der Europa-Universität Viadrina in Frankfurt/Oder und der Sinova Klinikgruppe in Baden-Württemberg.
Aktuell arbeitet er im bayerischen Kiefersfelden.

## Mitgliedschaften
Georg Gfäller ist Mitglied in den Beiräten von:
- „Mediationszentrale München“, Verbund von Mediationsgesellschaften und -ausbildungsstätten
- Bereich Kulturwissenschaften, Gesundheitswissenschaften, an der Europa-Universität Viadrina in Frankfurt (Oder)
- Sinova-Klinikgruppe, Baden-Württemberg

## Publikationen
Gfäller hat mehr als 50 Publikationen, u. a. zu Themen Psychoanalyse und Gruppenanalyse veröffentlicht, darunter die Bücher Die Wirkung des Verborgenen: Unbewusste Hintergründe kommunikativer Prozesse in Unternehmen und Institutionen. Klett-Cotta, Stuttgart 2010, ISBN 978-3-608-89098-3. und  Gruppenanalyse, Gruppendynamik, Psychodrama, ISBN 978-3-930978-61-8.